# Sztojan Ormandzsiev
Sztojan Ormandzsiev, bolgárul: Стоян Орманджиев (Várna, 1920. január 10. – Szófia, 2006. október 10.) válogatott bolgár labdarúgó, hátvéd, edző. A bolgár válogatott szövetségi kapitánya (1950–1960, 1964, 1972, 1974–1977).

## Pályafutása

### Klubcsapatban
1936-ban a Radecki Varna, 1937 és 1940 között a Vladiszlav, 1941 és 1949 között a Lokomotiv Szofija labdarúgója volt. A Lokomotiv csapatával egy bolgár bajnoki címet és két kupagyőzelmet ért el. 1949-ben sérülések miatt kénytelen volt befejezni az aktív labdarúgást.

### A válogatottban
1938 és 1949 között 20 alkalommal szerepelt a bolgár válogatottban, öt mérkőzésen csapatkapitányként lépett a pályára. 1938. október 2-án Németotszág B-csapata ellen mutatkozott be Szófiában egy barátságos mérkőzésen, ahol 3–1-es vereséget szenvedett a bolgár csapat. Utoljára 1949. november 17-én Szófiában Albánia ellen lépett pályára a válogatottban, ahol 0–0-s döntetlen született.

### Edzőként
1953-ban Genfben a bolgár labdarúgó-szövetség nevében aláírta az UEFA létrehozásáról szóló jegyzőkönyvet. Bulgáriában az első állami labdarúgó edzőképző iskola szervezője és megalapítója volt. Két időszakban (1950–1960, 1974–1977) illetve egy-egy mérkőzésre (1964, 1972) volt a bolgár válogatott szövetségi kapitánya volt. 1954 és 1960 között Krum Milevvel együttműködve vezette a csapatot. Összesen 74 mérkőzésen irányította és két olimpián irányította a válogatott szakmai munkáját. Mérkőzéseinek mérlege 30 győztes, 20 döntetlen, 24 vesztes mérkőzés, amely 54,1 %-os eredményességet jelent. Az 1956-as melbourne-i olimpián bronzérmes, az 1960-as római játékokon ötödik helyezett lett a bolgár együttessel. 1965 és 1969 között a CSZKA Szofija vezetőedzője volt és két-két bolgár bajnoki címet illetve kupagyőzelmet ért el a csapattal. 1974–75-ben a várnai Cserno More szakmai munkáját irányította. 1979–80-ban az osztrák Alpine Donawitz edzője volt. 1981-ben a Cserno More csapatánál fejezte be edző pályafutását.

## Sikerei, díjai

### Játékosként
Lokomotiv Szofija
- Bolgár bajnokság
  - bajnok: 1945
- Bolgár kupa
  - győztes (2): 1945, 1948

### Edzőként
Bulgária
- Olimpiai játékok
  - bronzérmes: 1956, Melbourne

 CSZKA Szofija
- Bolgár bajnokság
  - bajnok (2): 1965–66, 1968–69
  - 2.: 1967–68
- Bolgár kupa
  - győztes (2): 1965, 1969
  - döntős: 1966

## Statisztika

### Mérkőzései a bolgár válogatottban
| Bulgária | Bulgária            | Bulgária                          | Bulgária      | Bulgária | Bulgária      | Bulgária    | Bulgária | Bulgária       |
| #        | Dátum               | Helyszín                          | Hazai         | Eredmény | Vendég        | Kiírás      | Gólok    | Esemény        |
| -------- | ------------------- | --------------------------------- | ------------- | -------- | ------------- | ----------- | -------- | -------------- |
| 1.       | 1938. október 2.    | Szófia, Junak Stadion             | Bulgária      | 1 – 3    | Németország-B | barátságos  | -        |                |
| 2.       | 1939. október 22.   | Szófia, Junak Stadion             | Bulgária      | 1 – 2    | Németország   | barátságos  | -        |                |
| 3.       | 1940. június 6.     | Szófia, Junak Stadion             | Bulgária      | 1 – 4    | Szlovákia     | barátságos  | -        |                |
| 4.       | 1943. június 6.     | Szófia, Junak Stadion             | Bulgária      | 2 – 4    | Magyarország  | barátságos  | -        |                |
| 5.       | 1946. október 8.    | Tirana, Qemal Stafa Stadion (ALB) | Bulgária      | 2 – 2    | Románia       | Balkán-kupa | -        |                |
| 6.       | 1946. október 9.    | Tirana, Qemal Stafa Stadion       | Albánia       | 3 – 1    | Bulgária      | Balkán-kupa | -        |                |
| 7.       | 1946. október 12.   | Tirana, Qemal Stafa Stadion (ALB) | Bulgária      | 1 – 2    | Jugoszlávia   | Balkán-kupa | -        | Csapatkapitány |
| 8.       | 1947. június 15.    | Szófia, Junak Stadion             | Bulgária      | 2 – 0    | Albánia       | Balkán-kupa | -        |                |
| 9.       | 1947. július 6.     | Szófia, Junak Stadion             | Bulgária      | 2 – 3    | Románia       | Balkán-kupa | -        |                |
| 10.      | 1947. augusztus 17. | Budapest, Üllői úti stadion       | Magyarország  | 9 – 0    | Bulgária      | Balkán-kupa | -        |                |
| 11.      | 1947. október 12.   | Zágráb, NK Zágráb-stadion         | Jugoszlávia   | 2 – 1    | Bulgária      | Balkán-kupa | -        |                |
| 12.      | 1948. április 4.    | Szófia, Junak Stadion             | Bulgária      | 1 – 1    | Lengyelország | Balkán-kupa | -        |                |
| 13.      | 1948. június 20.    | Bukarest, Stadionul Giuleşti      | Románia       | 3 – 2    | Bulgária      | Balkán-kupa | -        |                |
| 14.      | 1948. július 4.     | Szófia, Junak Stadion             | Bulgária      | 1 – 3    | Jugoszlávia   | Balkán-kupa | -        |                |
| 15.      | 1948. augusztus 29. | Szófia, Junak Stadion             | Bulgária      | 1 – 0    | Csehszlovákia | Balkán-kupa | -        |                |
| 16.      | 1948. november 7.   | Szófia, Junak Stadion             | Bulgária      | 1 – 0    | Magyarország  | Balkán-kupa | -        |                |
| 17.      | 1949. szeptember 4. | Prága, Strahov-stadion            | Csehszlovákia | 1 – 3    | Bulgária      | barátságos  | -        | Csapatkapitány |
| 18.      | 1949. október 2.    | Varsó, Lengyel Hadsereg Stadionja | Lengyelország | 3 – 2    | Bulgária      | barátságos  | -        | Csapatkapitány |
| 19.      | 1949. október 30.   | Újpest, Megyeri úti stadion       | Magyarország  | 5 – 0    | Bulgária      | barátságos  | -        | Csapatkapitány |
| 20.      | 1949. november 17.  | Szófia, Narodna Armija-stadion    | Bulgária      | 0 – 0    | Albánia       | barátságos  | -        | Csapatkapitány |
|          | Összesen            |                                   |               | 20       | mérkőzés      |             | 0        | gól            |